# Stråken
Der Stråken ist ein See in der schwedischen Provinz Jönköpings län. Er liegt etwa 14 Kilometer westlich von Schwedens zweitgrößtem See Vättern.

## Geographie
Der See hat eine in nord-südlicher Richtung langgestreckte Form, bei einer Länge von ca. 22 km misst er an seiner breitesten Stelle nur ca. 580 Meter.
An seinem Ostufer liegt der Ort Mullsjö sowie an seinem südlichen Ende der Ort Bottnaryd.
Rund um den See führt der Wanderweg „Stråkenleden“, welcher unter anderem durch das nahegelegene Naturreservat Ryfors Gammelskog führt.

## Fauna
Im See kommen diverse Fischarten vor, häufig sind hier vor allem Barsch und Hecht. Gelegentlich finden sich u. a. auch Plötze, Brasse, Kleine Maräne oder Ukelei. Selten sind auch Quappe, Schleie oder Forelle anzutreffen. Des Weiteren gibt es eine eingeschleppte Population von Signalkrebsen, die in Europa normalerweise nicht heimisch sind und als invasive Art gelten.

## Galerie

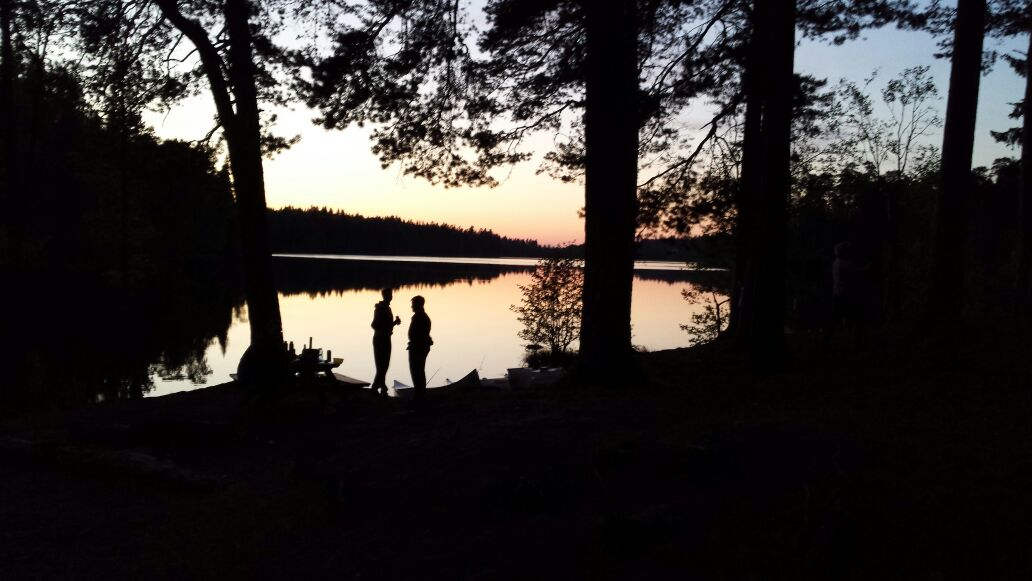
Abend am Ufer
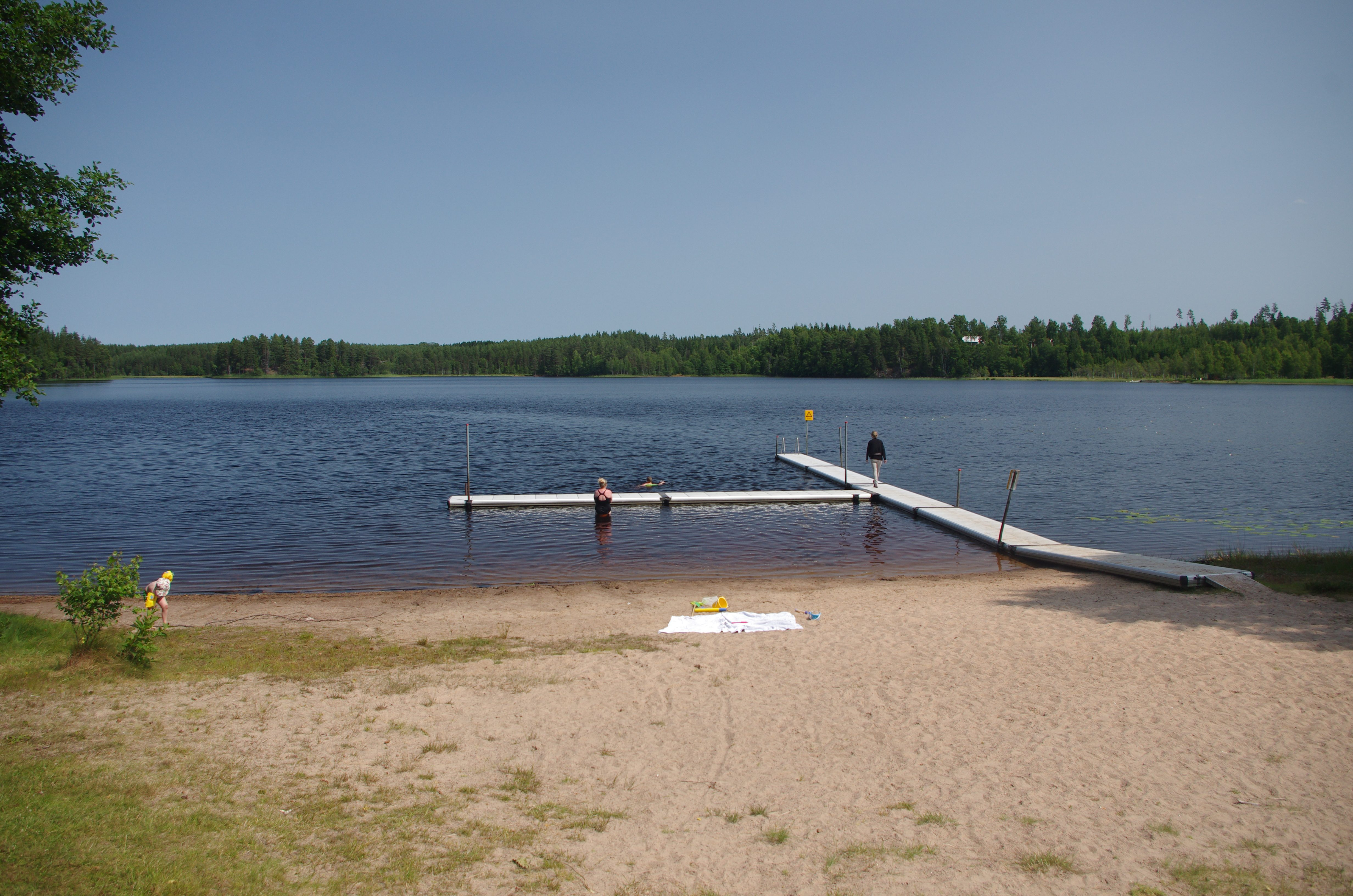
Badestelle am südlichen Ende des Sees
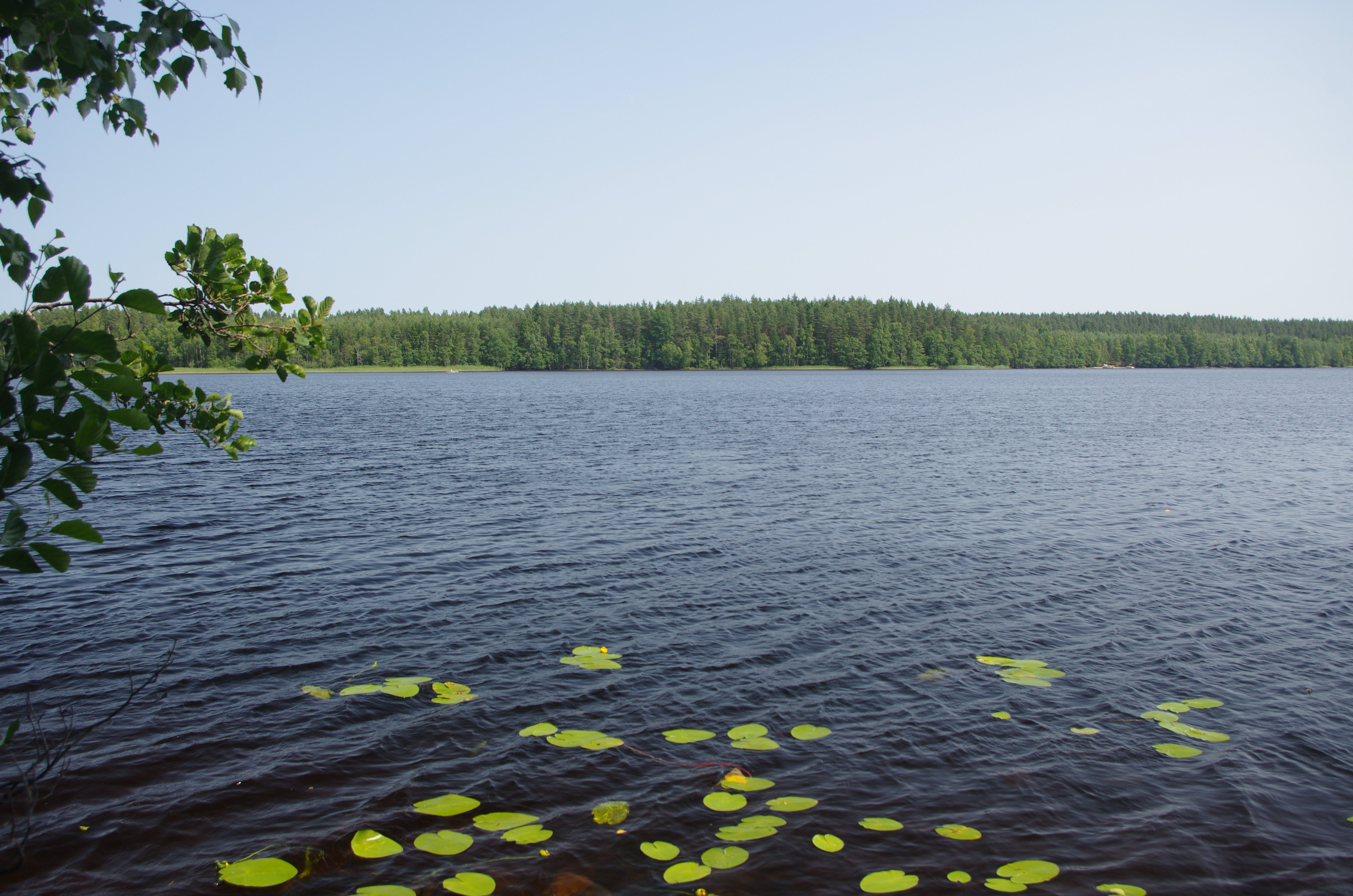
Blick über den See